# Nederlands Economisch PenningKabinet

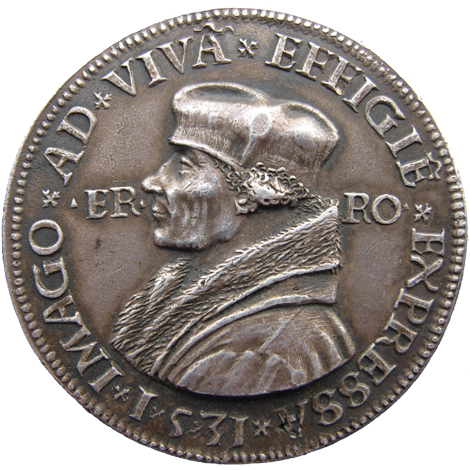
Portret van Erasmus met bontkraag NEPK1850 voorzijde (1531, 35,5mm, Hieronymus Magdeburger)

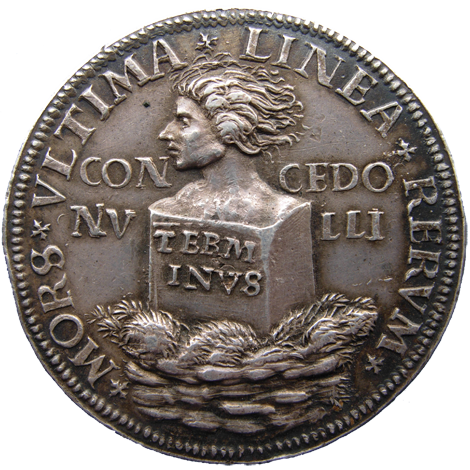
Portret van Erasmus met bontkraag NEPK1850 keerzijde (1531, 35,5mm, Hieronymus Magdeburger)

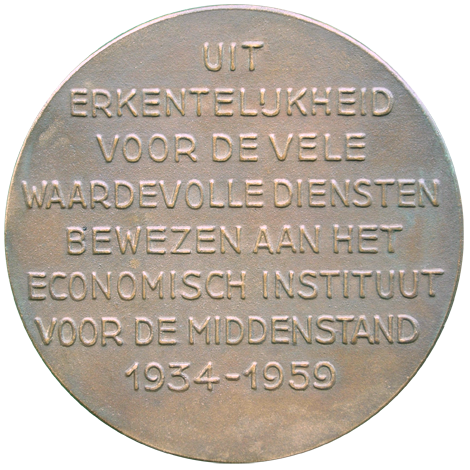
Dr. W.L. Groeneveld Meijer, oprichter NEPK NEPK1115 keerzijde (1959, 85mm, Pol Dom)

Het Nederlands Economisch PenningKabinet (NEPK) is een verzameling van ruim 2800 (Nederlandse) penningen, gerelateerd aan economische activiteiten. Het is gevestigd in Rotterdam, bij de Erasmus Universiteit Rotterdam aan de Burgemeester Oudlaan.

## Geschiedenis
Het NEPK is opgericht op 15 juni 1961 door dr. W.L. (Willem Lyckele) Groeneveld Meijer (Sneek 1897- Den Haag 1963), oud-directeur van het Economisch Instituut voor de Middenstand van het ministerie van Economische Zaken.
De basis voor zijn collectie werd gevormd door de penningen die Groeneveld Meijer gedurende zijn actieve loopbaan had verzameld. Op zijn wens werd de NEPK in 1963 onderbracht bij de Nederlandse Economische Hogeschool (NEH) in Rotterdam. Hij was in 1921 afgestudeerd bij de voorloper van de NEH, de Nederlandsche Handels-Hoogeschool en er in 1924 gepromoveerd. De penningen van NEPK maken vanaf 1973 onderdeel uit van de erfgoedcollectie van de Erasmus Universiteit Rotterdam.

## Doelstelling
Het bijeenbrengen, in eigendom verkrijgen, uitbreiden en onderhouden van een verzameling penningen, in het bijzonder van die welke na 1900 in Nederland ontworpen en vervaardigd zijn en waaraan een motief van economische aard ten grondslag heeft gelegen.

## Collectie
De collectie, bestaat uit meer dan 2800 exemplaren en toont een geschiedenis van het Nederlandse bedrijfsleven aan de hand van penningen. Dit betreft o.a. handel (jaarbeurs, handelmaatschappijen, (groot)winkelbedrijven, veilingbedrijven), industrie (haven, fabrieken, vervoer) als ook organisaties van economische bedrijvigheid (kamers van koophandel, gemeentelijke en provinciale instellingen ter bevordering van handel en vreemdelingenverkeer). De collectie bevat daarnaast ook penningen die betrekking hebben op de Erasmus Universiteit Rotterdam en haar naamgever Desiderius Erasmus.

## Expositie
Een deel van de collectie wordt op campus Woudestein in de Erasmus Galerij in het Erasmusgebouw tentoongesteld door middel van twee zogenoemde ‘aanraakscherm’ vitrines. Jaarlijks zijn er nieuwe thematentoonstellingen te zien. De gehele collectie is met complete beschrijvingen via een website te raadplegen.

## Conservators
- 1961 ‐ 1963 dr. W.L. Groeneveld Meijer
- 1963 ‐ 1992 prof.drs. J.R. Zuidema
- 1992 ‐ 2006 prof. G.W. de Wit
- 2006 ‐ 2025 dr. H. Gerritsen